# Río Okano
El Okano (también escrito Koun, Okoun y Kano) es un río de Gabón, afluente del río Ogooué. Da nombre al departamento homónimo en la provincia de Woleu-Ntem. Su principal afluente es el río Lara.
Nace en la provincia de Woleu-Ntem, unos 50 km al este de la capital provincial Oyem. Más tarde el río pasa junto a Mitzic, que es la localidad más importante de su entorno. Su desembocadura en el Ogooué se produce en la provincia de Moyen-Ogooué, unos 30 km aguas arriba de Ndjolé.